# Tommy Prim
Leif Tommy Prim (Svenljunga, 29 luglio 1955) è un ex ciclista su strada svedese.
Professionista dal 1980 al 1986, fu due volte secondo al Giro d'Italia. Passista e scalatore, in carriera ottenne diciannove vittorie, tra cui una Parigi-Bruxelles.

## Carriera
Seppe mettersi in mostra soprattutto al Giro d'Italia, dove per due anni consecutivi, nel 1981 e nel 1982, si classificò secondo, battuto da Giovanni Battaglin prima e da Bernard Hinault poi; fu anche quarto nell'edizione 1980, al debutto, e in quella 1985.
Tra le vittorie più importanti si ricordano il Tour de Romandie del 1981 e la Tirreno-Adriatico del 1984, nonché, in linea, la Parigi-Bruxelles, la Coppa Agostoni e il Trofeo Pantalica. Ritiratosi presto dall'attività agonistica, ha aperto un'attività commerciale nel suo paese natale.

## Palmarès
- 1976 (dilettanti)

3ª tappa Tour de l'Avenir (? > Embrun)
Campionati svedesi, Prova in linea
- 1978 (dilettanti)

Prologo, 1ª parte Settimana Ciclistica Bergamasca (Capriate San Gervasio > Bergamo, cronometro)
- 1979 (dilettanti)

6ª tappa, 2ª semitappa Settimana Ciclistica Bergamasca (Selvino > Nembro, cronometro)
3ª tappa Giro d'Italia dilettanti (Tortona > Lanzo d'Intelvi)
4ª tappa Giro d'Italia dilettanti (Lanzo d'Intelvi > Borgosesia)
Campionati svedesi, Prova in linea
- 1980 (Bianchi, tre vittorie)

15ª tappa Giro d'Italia (Roccaraso > Teramo)
2ª tappa Parigi-Nizza (Auxerre > Château-Chinon)
Coppa Agostoni
- 1981 (Bianchi, tre vittorie)

Trofeo Pantalica
5ª tappa Parigi-Nizza (Miramas > Le Castellet)
Classifica generale Tour de Romandie
- 1982 (Bianchi, quattro vittorie)

1ª tappa Tour de Romandie (Meyrin > Ecoteaux)
1ª tappa Setmana Catalana (Gerona > Vic)
7ª tappa, 2ª semitappa Giro di Svezia (Stoccolma, cronometro)
Classifica generale Giro di Svezia
- 1983 (Bianchi, quattro vittorie)

Parigi-Bruxelles
5ª tappa Tour de Romandie (Vernier, cronometro)
6ª tappa, 2ª semitappa Giro di Svezia (Kumla > Örebro
9ª tappa Giro di Svezia (Västerås > Stoccolma)
Classifica generale Giro di Svezia
- 1984 (Bianchi, una vittoria)

Classifica generale Tirreno-Adriatico
- 1985 (Sammontana, tre vittorie)

6ª tappa Giro di Svezia (Falun, cronometro)
3ª tappa, 2ª semitappa Danmark Rundt (Esbjerg, cronometro)
5ª tappa Tour de Romandie (Nyon, cronometro)

### Altri successi
- 1978 (dilettani)

Classifica a punti Giro delle Regioni
Classifica a punti Grand Prix Tell
- 1980 (Bianchi)

Classifica giovani Giro d'Italia
- 1983 (Bianchi)

1ª tappa Giro d'Italia (Brescia > Mantova, cronosquadre)

## Piazzamenti

### Grandi Giri
- Giro d'Italia

1980: 4º
1981: 2º
1982: 2º
1983: 14º
1985: 4º
1986: 21º

### Classiche monumento
- Milano-Sanremo

1982: 5º
1983: 48º
1984: 40º
- Giro delle Fiandre

1983: 14º
- Parigi-Roubaix

1982: 26º
- Liegi-Bastogne-Liegi

1982: 5º
1984: 18º
1985: 25º
- Giro di Lombardia

1981: 6º
1983: 22º
1984: 4º

### Competizioni mondiali
- Campionati del mondo

Valkenburg 1979 - In linea Dilettanti: 17º
Giavera del Montello 1985 - In linea: 33º